# Ben van Buel
Bernardus Johannes van Buel, né à Oss le 13 juin 1913 et mort à Beneden-Leeuwen le 13 septembre 1995, est un homme politique néerlandais.

## Mandats et fonctions
- Membre de la seconde Chambre des États généraux du royaume des Pays-Bas : 1956-1971

## Distinctions
- Chevalier de l'ordre du Lion néerlandais